# Антофилия
Антофилия (от др.-греч. ἄνθος — цветок и φιλία — притяжение, влечение) — способность насекомых и некоторых позвоночных животных посещать цветки растений для питания пыльцой или нектаром, осуществляя тем самым перекрестное опыление.
Антофилия тесно связана с энтомофилией. Вместе они являются двумя сторонами коэволюции растений и животных.
В настоящее время антофилия известна для многих групп насекомых, большая часть которых питается пыльцой постоянно или время от времени.
Среди позвоночных животных антофилия свойственна ряду птиц (например, колибри, нектарницы), а также млекопитающих (некоторые летучие мыши).